# España, Mexiko
España är en ort i Mexiko.   Den ligger i kommunen Etchojoa och delstaten Sonora, i den västra delen av landet, 1 400 km nordväst om huvudstaden Mexico City. España ligger 16 meter över havet och antalet invånare är 170.
Terrängen runt España är mycket platt. Runt España är det ganska glesbefolkat, med 34 invånare per kvadratkilometer. Närmaste större samhälle är Huatabampo, 19,3 km söder om España. Trakten runt España består till största delen av jordbruksmark.